# Pseudogriphoneura luteipennis
Pseudogriphoneura luteipennis är en tvåvingeart som beskrevs av Charles Howard Curran 1934. Pseudogriphoneura luteipennis ingår i släktet Pseudogriphoneura och familjen lövflugor.
Artens utbredningsområde är Guyana. Inga underarter finns listade i Catalogue of Life.